# Opili Talafasi
Opili Talafasi est un homme politique niuéen.

## Biographie
Il est élu pour la première fois député du village de Hikutavake au Parlement de Niué aux élections législatives de 1990. Membre du Parti du peuple niuéen, il est largement réélu aux élections législatives de 1993 avec 80 % des voix dans sa circonscription. Aux élections législatives de 1996, il ne recueille que 50 % des voix, et doit être départagé de son concurrent Lagaloga Mitikose par tirage au sort, qui s'avère lui être favorable. En 1997, ayant plaidé coupable de conduite en état d'ivresse, il perd son permis de conduire, le juge lui rappelant le devoir d'exemplarité des législateurs ; cette même année, le député Umuti Makani est condamné à dix-huit mois de prison ferme pour homicide involontaire commis en conduisant sa voiture en état d'ivresse.
Opili Talafasi est ensuite continuellement réélu député, jusqu'à sa défaite aux élections de 2023 : Avec 36,4 % des voix, il est devancé d'une seule voix par Ian Hipa et quitte le Parlement après trente-trois ans.